# Bakkatindur
Bakkatindur är en bergstopp i republiken Island. Den ligger i regionen Austurland, 300 km öster om huvudstaden Reykjavík. Toppen på Bakkatindur är 768 meter över havet.
Trakten runt Bakkatindur är nära nog obefolkad, med mindre än två invånare per kvadratkilometer. Det finns inga samhällen i närheten. Trakten runt Bakkatindur består i huvudsak av gräsmarker.